# Incident de Kobe
L'incident de Kobe (神戸事件, kōbe jiken) du 2 février 1868, aussi appelé incident de Bizen (備前事件, bizen jiken), est un scandale qui affecte les relations entre la France et le Japon et qui représente le premier grand défi en matière d'affaires internationales du jeune gouvernement de Meiji.

## Incident initial
Le 27 janvier 1868, quand se déclare la guerre de Boshin, le nouveau gouvernement de Meiji ordonne que la ville de Nishinomiya dans la province de Settsu soit surveillée afin de contrôler les forces pro-shogunat du domaine d'Amagasaki. Le 29, 2 000 hommes équipés de canons sont rassemblés au domaine de Bizen à l'ouest dont 500 (ou 800) sous le commandement de Heki Tatewaki (日置帯刀) karō du domaine. Parce que le port de Hyōgo a été ouvert le 1er janvier, les troupes avancent sur la route 西国街道 (Saikoku Kaidō) plutôt que sur celle construite par le shogunat Tokugawa, pour éviter des rencontres avec les ennemis ou des étrangers.
Peu de temps après 1 heure le 4 février, tandis que la ligne des troupes de Bizen marche à proximité du sanctuaire de Sannomiya, deux marins français sortent d'un immeuble voisin et tentent de franchir la ligne. Les troupes japonaises  considèrent qu'il s'agit d'un 供割 (tomowari), un acte d'un extrême manque de respect selon les lois des maisons militaires, et Taki Zenzaburo, responsable du troisième groupe de canons, prend une lance et tente de les arrêter. Cependant, aucune des parties ne peut comprendre l'autre et quand les marins tentent de forcer le passage, Taki les atteint avec sa lance, leur infligeant des blessures légères.
Les marins reculent brièvement à l'intérieur mais refont surface avec des armes de poing. Taki, voyant cela, crie « fusils, fusils », que ses troupes comprennent pour un ordre de tirer ce qui entraîne une fusillade. L'escarmouche de route cible bientôt également des dignitaires européens et américains qui inspectent à côté le site prévu d'une installation étrangère et plusieurs décharges complètes sont tirées. La plupart des balles sont mal ajustées et survolent les têtes de leurs cibles mais transpercent les différents drapeaux étrangers volant au-dessus de l'ancienne maison des douanes du shogunat située de l'autre côté de l'emplacement prévu. Qu'il s'agisse d'un tir d'avertissement ou de coups de feu visant à tuer est incertain, même dans les dépositions des témoins occidentaux.

## Réaction étrangère
L'envoyé britannique Harry Smith Parkes, qui se trouve être présent lors de l'accrochage, est furieux et notifie aux navires de diverses nations présents de célébrer l'ouverture du port de Hyōgo en état d'urgence. Les U.S. Marines, les gardes britanniques et les marins français poursuivent les troupes Bizen à l'extérieur de la colonie étrangère et échangent des tirs sur l'Ikuta-gawa (ja). Du côté de Bizen, Heki ordonne à ses troupes de cesser le feu et de se retirer. Il n'y a pas de morts mais quelques blessés des deux côtés.
Le même jour, les grandes puissances qui possèdent des consulats à Kobe occupent militairement le centre de Kobe au nom de la protection de la colonie étrangère et s'emparent aussi des navires japonais stationnés dans le port de Hyōgo. À ce moment, la cour impériale japonaise n'a pas encore informé les pays étrangers de la transition du pouvoir du shogunat au gouvernement de Meiji et Itō Hirobumi tentent des négociations vite rompues.
Le 8 février, la cour impériale annonce à la hâte le transfert de pouvoir au gouvernement de Meiji et déclare l'ouverture du Japon. Higashikuze Michitomi (en) est désigné représentant et ouvre les négociations.
Les pays étrangers exigent la sécurité pour leurs personnes et des punitions sévères pour le Japonais responsable de l'incident, en un mot l'exécution de Taki. Quelques plaintes du côté japonais estiment que la punition est trop dure pour un incident à l'issue duquel personne n'est effectivement mort et la réponse de Taki au tomowari de la troupe étrangère semble tout à fait naturelle mais face à une demande des grandes puissances il n'y a rien à faire. Date Munenari envoie un appel à la clémence par Itō Hirobumi et Godai Tomoatsu, appel qui arrive juste à temps mais est rejeté par un vote des ministres des Affaires étrangères, à commencer par le consul général français Léon Roches.
Le 24 février enfin, le domaine de Bizen accède aux demandes des pays étrangers. Taki commet seppuku avant que les fonctionnaires étrangers se réunissent au temple Eifuku-ji le 3 mars. Heki, qui était à la tête des troupes, est simultanément placé en résidence surveillée et l'incident est provisoirement résolu.

## Importance
L'incident de Kobe représente le premier incident diplomatique international auquel doit faire face le nouveau gouvernement après la restauration du régime impérial. Bien que cet incident ait finalement été résolu lorsque les puissances étrangères ont forcé l'exécution de Taki Zenzaburo, il leur montre que le nouveau gouvernement de Meiji est maintenant l'administration avec laquelle il faut traiter relativement à la politique étrangère du Japon. Par ailleurs, cet incident montre que la philosophie des relations étrangères de la cour change du tout au tout de celle du slogan « expulser les barbares » (攘夷, jōi) à celle de l'« ouverture du pays pacifiquement et amicalement » (開国和親, kaikoku washin). Cependant, comme la faction jōi s'abstient de soutenir la nouvelle administration, la nouvelle politique étrangère n'est pas claire à l'intérieur. Une déclaration officielle de changement est enfin faite l'année suivante, le 7 juillet 1869, sur la base d'une décision du 上局会議 (jōkyoku kaigi) conseil national.

### Sources japonaises
- Request for relief of damage with Soshu-maru, Chikuzen domain, and Shimpu-maru, Kurume domain, detained by foreigners during riot and firing of former Bizen domain members at Kobe port (神戸港二於テ備前藩士暴動発砲ノ際外国人二抑留セラレシ筑前藩蒼隼丸船及久留米藩晨風艦損失救助願一件, kōbe-kō ni oite bizen-han shi bōdō happō no sai gaikokujin ni yokuryō serareshi chikuzen-han sōshunmaru-sen oyobi kurume-han shinpū-kan sonshitsu kyūjogan ikken?), conservé par le bureau des archives du Ministère japonais des affaires étrangères, disponible en ligne via the Japan Center for Asian Historical Records sous le numéro de référence B08090131500.
- (ja) Sohō Tokutomi, 近世日本国民史 67 官軍・東軍交戦篇, Jiji Press,‎ 1963
- (ja) Yoshitake Oka, 黎明期の明治日本 [« The Dawn of Meiji Japan »], Miraisha,‎ 1964
- (ja) Takashi Ishii, 増訂 明治維新の国際的環境 [« The International Environment of the Meiji Restoration, New and Revised Edition »], Yoshikawa Kōbunkan,‎ 1966
- (ja) Yoshinari Taki, 『神戸事件 瀧善三郎』に関する諸資料 [« Documents on Taki Zenzaburo of the Kōbe Incident »],‎ mars 1980, chap. 431
- (ja) Masakuma Uchiyama, 神戸事件--明治外交の出発点 [« The Kobe Incident: The Starting Point of Meiji Diplomacy »], Chūkō Shinsho,‎ 1983
- Yasushi Hinata, 非命の譜, Mainichi Shinbunsha,‎ 1985
- (ja) ＮＨＫ歴史への招待 第20巻 黒船来襲 [« NHK Invitation to History, Volume 20: Invasion of the Black Ships »], NHK Publishing,‎ 1989
- (ja) Katsuo Nemoto, 検証 神戸事件 [« An Investigation of the Kobe Incident »], Sougei Press,‎ 1990
- (ja) Tsuneo Yano, 維新外交秘録 神戸事件 [« Secret Records of Restoration Diplomacy: The Kobe Incident »], Forum-A,‎ 2008
- (ja) Yuko Suzuki, 慶応四年神戸事件の意味--備前藩と新政府 [« The Meaning of the Kobe Incident of Keiō 4: Bizen and the New Government »],‎ juin 2009, chap. 733

### Sources occidentales
- JAPAN.; The Invasion of the Sacred Soil by Foreign Powers. Full Particulars of the Brief but Decisive Campaign. The War Between Satsuma and the Tycoon Stotsbashi., 22 avril 1868 (lire en ligne)
- JAPAN.; Particulars of the Insurrection Outrage to Foreigners—Reported Termination of the Insurrectionary Movement., 23 avril 1868 (lire en ligne)
- Francis Ottiwell Adams, The History of Japan, Volume 2 1865 - 1871, Edition, 1875
- John Reddie Black, Young Japan: Yokohama and Edo, Volume 2, 145–159 p. (lire en ligne)
- (de) Max von Brandt, 39 Jahre in Ostasien - Erinnerungen eines deutschen Diplomaten, vol. 2, 1901
- Joseph H. Longford, The Story of Old Japan, Chapman and Hall, Ltd., 1910
- Algernon Freeman-Mitford, Tales of Old Japan, 1871 (lire en ligne), « An Account of the Hara-Kiri »
- Ernest Satow, A Diplomat in Japan, Seeley, Service & Co., 1921

## Source de la traduction
- (en) Cet article est partiellement ou en totalité issu de l’article de Wikipédia en anglais intitulé « Kobe Incident » (voir la liste des auteurs).